# Pettiboneia sanmartini
Pettiboneia sanmartini är en ringmaskart som beskrevs av Aguirrezabalaga och Ceberio 2003. Pettiboneia sanmartini ingår i släktet Pettiboneia och familjen Dorvilleidae. Inga underarter finns listade i Catalogue of Life.